# ウォルター・マンドラー
ウォルター・マンドラー（Walter Mandler 、1922年 - 2005年）は、ドイツの光学設計者である。後にカナダに移住した。

## 略歴
- 1922年5月10日 - 農家に生まれた。
- 1947年 - エルンスト・ライツ（現ライカ）に入社し、マックス・ベレークの元で働くことになった。
- 1950年 - *マークが入ったズミタール50mmF2を発売、1953年からはズミクロン50mmF2として販売された。
- 1951年 - エルンスト・ライツ・カナダ設立のためギュンター・ライツに従ってカナダに移住した。
- 1973年 - 退社し設計事務所を設立、ヒューレット・パッカードやアメリカ軍の依頼に応えていたという。
- 1976年 - ノクチルックス50mmF1を開発した。
- 2005年4月21日 - カナダ、ミッドランドで死去した。